# 庫濟明 (戈羅多克區)
49°15′38″N 26°31′27″E / 49.26056°N 26.52417°E
庫茲明（烏克蘭語：Кузьмин）是位於烏克蘭西部的村莊，由赫梅利尼茨基州裡赫梅利尼茨基區的霍羅多克市鎮負責管轄。該村始建於1494年，面積3.9平方公里，海拔高度268米，2001年人口869。